# Fougax-et-Barrineuf
Fougax-et-Barrineuf é uma comuna francesa na região administrativa de Occitânia, no departamento de Ariège.